# Сиамски фазан
Сиамският фазан (Lophura diardi) е вид птица от семейство Phasianidae.

## Разпространение и местообитание
Разпространен е във Виетнам, Камбоджа, Лаос, Мианмар и Тайланд.